# Arthur Champernowne

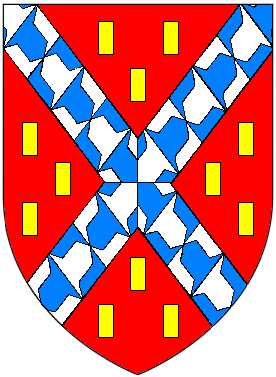
Wappen der Familie Champernowne

Sir Arthur Champernowne (auch Champernon, Chamberlain oder Chamborne genannt) (* um 1524; † 1. April 1578) war ein englischer Politiker und Militär.

## Herkunft
Arthur Champernowne wurde um 1524 als zweiter Sohn von Philip Champernowne aus Modbury und dessen Frau Catherine, Tochter von Edmund Carew aus Mohun’s Ottery geboren. Seine Familie gehörte zur Gentry, dem niederen Landadel, von Devon. Seine Schwester Katherine war die Mutter von Humphrey Gilbert und Walter Raleigh, seine Tante Katherine Champernowne war die Erzieherin von Elisabeth I., sein Onkel Gawain Carew und sein Schwager Anthony Denny hatten Ämter am Königshof.
Als sein Vater um 1545 starb, erbte er als jüngerer Sohn nur geringe Pachteinkünfte aus Plympton und Ugborough sowie die Einkünfte aus der familieneigenen Zinngrube. Da sein älterer Bruder John jedoch bereits 1541 verstorben war, wurde er während der Minderjährigkeit seines Neffen Henry Champernown Familienoberhaupt. Er trat 1545 in den Dienst der Krone und diente im damals englisch besetzten Boulogne. Um 1547 heiratete er Mary, die Witwe des mit der Mary Rose untergegangenen Admirals George Carew. Ihr Vater Henry Norris hatte als Kammerherr am Königshof gedient und war 1536 während des Sturzes von Anne Boleyn hingerichtet worden. Seine Frau brachte als Mitgift das Manor of Stoke Fleming und das Borough von Southtown Dartmouth mit in die Ehe, die zusammen ein Jahreseinkommen von £ 65 einbrachten. Durch geschickte Erweiterung des Besitzes steigerte Champernowne bis zu seinem Tod sein Jahreseinkommen auf etwa £ 100 jährlich.

## Gegner der Regierung unter Königin Maria
Für seine Beteiligung an der Niederschlagung der Prayer Book Rebellion in Devon 1549 wurde er ausgezeichnet. Am 10. November 1549 wurde er wegen seiner Haltung beim Sturz des Lordprotektors Edward Seymour zum Ritter geschlagen. Durch Nachwahl wurde er 1550 Abgeordneter für Barnstaple im House of Commons, vermutlich durch Förderung durch seinen Freund John Chichester, dem damaligen Sheriff von Devon. Während der Thronfolgekrise nach dem Tod von Eduard VI. 1553 unterstützte er seinen Cousin Peter Carew, den Vizeadmiral von Devon, als dieser im Juli Maria in Dartmouth zur neuen Königin proklamierte. Die Loyalität des überzeugten Protestanten zur neuen Königin wurde jedoch durch ihre Rückkehr zum Katholizismus und durch ihre Heirat mit Philipp II. von Spanien belastet. Er unterstützte halbherzig Peter Carew, der an den Umsturzplänen von Thomas Wyatt beteiligt war, doch brach er bereits am 21. Januar 1554 mit seinem Cousin. Die Rebellion war jedoch bereits aufgedeckt und Carew flüchtete ins Ausland, während Champernowne und Gawain Carew festgenommen wurden. Champernowne wurde jedoch am 6. Mai 1554 wieder freigelassen und gehörte weiterhin zur Opposition gegen die katholische Herrschaft der Königin. Während er deshalb in London unter Beobachtung der Regierung stand, erhielt er in seiner Heimat starke Unterstützung für seine Haltung und wurde 1555 für Plympton Erle als Abgeordneter wieder in das House of Commons gewählt. Im Parlament gehörte er zur Opposition um Anthony Kingston. 1557 nahm er an dem Feldzug des 2. Earls of Bedford auf der Seite Spaniens gegen Frankreich teil, doch kämpfte er nicht in der Schlacht bei Saint-Quentin.

## Aufstieg unter Elisabeth I.
Als nach dem Tod Marias im November 1558 ihre protestantische Schwester Elisabeth den Thron bestieg, stand Champernowne nun wegen seiner oppositionellen Haltung, wegen seiner Frau, deren Vater für die Mutter der neuen Königin hingerichtet worden war und wegen seiner Freundschaft zu seiner Schwägerin Catherine Blount, der Witwe seines Bruders John, die zum Hofstaat der Königin gehörte, in der Gunst der neuen Königin. Er wurde 1559 für Plymouth wieder in das House of Commons gewählt und diente vom Herbst 1559 an für ein Jahr als Sheriff von Devon. Im selben Jahr, nach anderen Quellen bereits 1554 erwarb er den Landsitz Dartington Hall bei Totnes, den er ausbauen ließ. 1563 wurde er für Totnes in das House of Commons gewählt, doch vor allem machte er nun wie sein Schwager Henry Norris eine militärische Karriere. Im selben Jahr wurde er Vizeadmiral von Devon und bekämpfte in den folgenden Jahren Piraten, die die Schifffahrt und die Küstenregion von Südwestengland bedrohten. Im Kampf gegen spanische oder französische Korsaren verbündete er sich dabei zeitweise mit den Korsaren von Jeanne d’Albret, der Königin von Navarra. Anfang 1568 suchte eine Flottille von spanischen Schiffen Schutz vor hugenottischen und niederländischen Korsaren in Plymouth und Southampton. Die Schiffe waren auf dem Weg in die Niederlande und transportierten den Sold für die Truppen des Herzogs von Alba. Champernowne beschlagnahmte zusammen mit dem Admiral von Hampshire, Edward Horsey die Schiffe und die Soldgelder in Höhe von etwa £ 400.000. Die Beschlagnahmung dieses Schatzes war einer der umstrittensten Vorfälle während der Regierungszeit von Elisabeth I., die Königin soll später Spanien das Geld erstattet haben.

## Unterstützer der französischen Hugenotten
Ab Ende 1568 unterstützten sein Neffe Henry, sein ältester Sohn Gawine und andere Freiwillige den Kampf der Hugenotten im Dritten Hugenottenkrieg in Frankreich. Henry gewann die Aufmerksamkeit von Gabriel de Lorges, Graf von Montgomery einem führenden General der Hugenotten, doch Henry starb bereits am 28. Mai 1570. Da er nur einen minderjährigen Sohn hinterließ, wurde Arthur erneut zum Familienoberhaupt. Arthur war selbst 1569 zu Verhandlungen mit den Hugenotten nach Frankreich gereist. Er vereinbarte mit dem Grafen von Montgomery, dass sein Sohn Gawine 1571 oder 1572 Roberde, einer Tochter Montgomerys heiraten solle. 1572 begleitete er den Lord High Admiral Edward Clinton nach Paris, wo dieser den Vertrag von Blois unterzeichnete, in dem Frankreich und England eine Allianz gegen Spanien schlossen. Sie blieben vom 8. bis 22. Juni 1572 in Paris, wo sie unter anderem Gaspard II. de Coligny, den Führer der Hugenotten trafen. Dazu erhielt Champernowne einen Brief von Heinrich von Navarra, den er Elisabeth I. überbrachte. Zwei Monate später wurde Coligny während der Bartholomäusnacht ermordet, und La Rochelle, die letzte Bastion der Hugenotten wurde belagert. Champernowne bat die Königin, dass sie die Hugenotten militärisch unterstützen solle und riet ihr, wegen der Unaufrichtigkeit der französischen Vertragspartner den Vertrag von Blois nicht anzuerkennen. Die Königin unterstützte die Hugenotten jedoch nicht direkt, doch der nach England geflüchtete Montgomery konnte 1573 von Plymouth aus einen Entsatzversuch mit englischen Schiffen starten. Sein Schwiegersohn Gawine Champernowne begleitete ihn. Montgomery scheiterte zwar mit seinen Schiffen und konnte die belagerte Stadt nicht erreichen, dennoch mussten die Katholiken später die Belagerung aufheben. Im Frühjahr 1574 setzte Montgomery mit einer Truppe in die Normandie über, wurde jedoch gefangen genommen und in Paris hingerichtet. Ein Rettungsversuch von Champernowne scheiterte, da Montgomery sich bereits ergeben hatte. Champernowne blieb zwar weiterhin mit den französischen Hugenotten in Verbindung, doch nach Montgomerys Tod sank sein Interesse an deren Kampf. Bereits 1573 hatte er mit Peter Carew eine militärische Expedition nach Irland geführt. Dazu wurde er zum Vizeadmiral von Monmouthshire ernannt, um den Seeverkehr nach Südirland besser überwachen zu können.
Im Frühjahr 1578 erkrankte er und starb am 1. April.

## Familie und Nachkommen
Aus seiner Ehe mit Mary Carew hatte er fünf Söhne und mindestens eine Tochter:
- Gawine
- Philipp
- Charles
- George
- Edward
- Elizabeth ⚭ 1576 Edward Seymour, 1. Baronet of Berry Pomeroy

Seine Nachfahren lebten bis ins 20. Jahrhundert in Dartington Hall, doch niemand von ihnen erlangte wieder die Bedeutung von Arthur Champernowne.